# Joliet (système de fichiers)
Pour les articles homonymes, voir Joliet.
La norme Joliet est une extension de la norme ISO 9660 qui s'applique aux systèmes de fichiers informatiques sur CD-ROM. Définie et soutenue par Microsoft sur toutes les versions de Windows depuis Windows 95 et Windows NT 4.0, elle permet d'enregistrer des fichiers dont les noms sont composés de 64 caractères unicode au maximum. Désormais répandue et utilisée par la majorité des systèmes d'exploitation, son but principal est de s'affranchir des restrictions aux noms de fichiers nécessaires pour le support strict de la norme ISO.
Elle utilise pour cela un autre jeu de nom de fichiers encodés en UCS2 et stockés dans un en-tête supplémentaire qui est ignoré par les programmes compatibles avec la norme ISO, ce qui préserve la compatibilité ascendante. Les spécifications techniques de la norme n'autorisent que des fichiers d'une longueur maximale de 64 caractères unicode, mais la documentation du logiciel libre genisoimage indique que les noms de fichiers allant jusque 103 caractères ne paraissent pas poser de problème particulier.
Beaucoup de systèmes d'exploitation compatibles PC sont capables de lire les médias formatés en Joliet, ce qui leur permet de s'échanger des fichiers même si ceux-ci comportent des caractères non-latins (comme l'arabe, le japonais ou le cyrillique), ce qui n'était pas possible avec le format ISO 9660 de base. Ces OS incluent :
- Microsoft Windows[1]
- Linux
- Mac OS X[5]
- FreeBSD[6]
- OpenSolaris[7]

Microsoft recommande l'utilisation de l'extension Joliet pour les développeurs qui programment pour Windows. Ceci autorise des caractères unicode pour tous les champs texte de la norme, ce qui inclut les noms de fichier, et le nom de volume. Un descripteur de volume de type 2 contient les mêmes informations que le primaire (secteur 16 offset de 40 octets), mais en UCS-2 sur le secteur 17, offset de 40 octets. Le résultat est que le nom de volume est limité à 16 caractères, qui peuvent être affichés par le programme disktype.